# Neritina natalensis
Neritina natalensis, más conocido como caracol cebra es una especie de molusco gasterópodo de la familia Neritidae en el orden de los Archaeogastropoda.

## Distribución geográfica
Se encuentra en Kenia, Mozambique, Somalia, Sudáfrica y Tanzania.